# بروس بيهلر
بروس م. بيهلر (بالإنجليزية: Bruce Beehler)‏ (من مواليد 11 أكتوبر 1951 في بالتيمور) هو عالم الطيور وزميل باحث في قسم الطيور في المتحف الوطني للتاريخ الطبيعي التابع لمعهد سميثسونيان. قبل هذا التعيين، عمل بيلهر في منظمة الحفظ الدولية، وجمعية المحافظة على الحياة البرية، ومنظمة النظراء الدولية، والمؤسسة الوطنية للأسماك والحياة البرية.